# Kasper Skårhøj

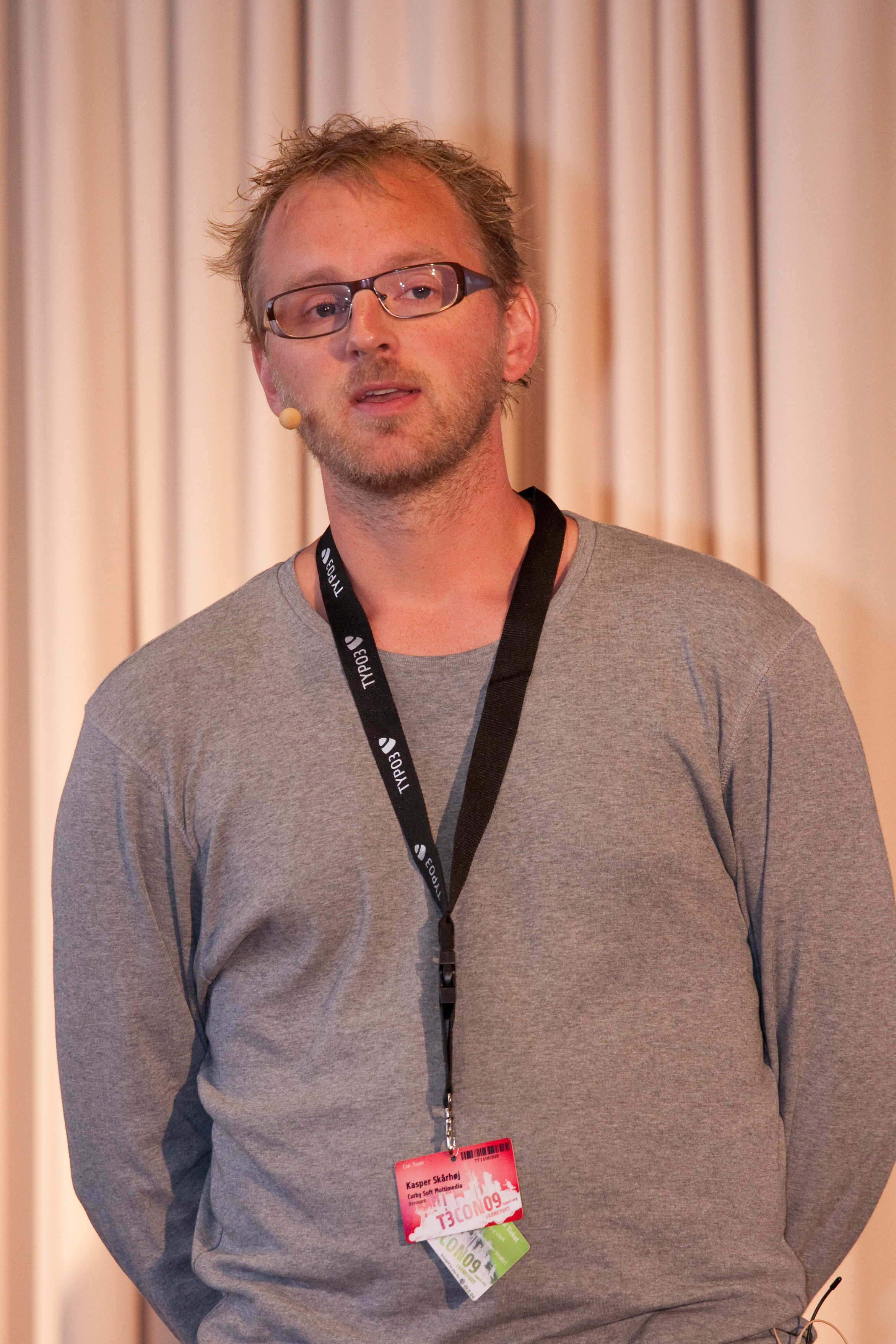
Kasper Skårhøj 2009

Kasper Skårhøj (* 1975 in Dänemark) ist der Erfinder und ehemalige Chefentwickler des Open-Source-Content-Management-Systems TYPO3.
Nach einem abgebrochenen Ingenieurstudium arbeitete er als selbstständiger Webdesigner und begann 1997 TYPO3 für seine Kunden zu entwickeln. Die Entscheidung TYPO3 als Open-Source-Software zu veröffentlichen, begründet Skårhøj neben wirtschaftlichen Gründen vor allem mit seinem christlichen Glauben. Im Jahr 2007 gab er den Sitz des Chefentwicklers von TYPO3 an Michael Stucki ab, um sich neuen Herausforderungen zu widmen und seiner Rolle als Vater gerecht zu werden.
Skårhøj ist verheiratet und Vater zweier Töchter. Er lebt in Kopenhagen.